# Tumkur
Tumkur – miasto w Indiach, w stanie Karnataka. W 2011 roku liczyło 302 143 mieszkańców.